# M88 (vojno vozilo)
M88 je američko inženjerijsko vozilo koje služi za popravak i odvoz oštećenih oklopnih vozila na terenu. Jedno je od najvećih vozila takve vrste koje je namijenjeno za uporabu u svim vremenskim okolnostima. Osim u američkim oružanim snagama, M88 je u uporabi mnogih zemalja diljem svijeta.
Trenutno postoje tri inačice: M88, M88A1 i M88A2 Hercules. Model M88 se najviše koristio u Vijetnamskom i Zaljevskom ratu te vojnoj operaciji Iračka sloboda kao i u manjoj mjeri tijekom Rata na Kosovu gdje su vozila bila razmještena kako bi pomogla u popravku teško oštećenih oklopnih vozila savezničkih jedinica. Posljednja inačica, M88A2 Hercules stoji oko 2,05 milijuna USD.

## Dizajn
Dizajn ovog vozila je temeljen na šasiji i dijelovima tenkova M48 Patton i M60 Patton. Prvotni M88 je predstavljen 1961., M88A1 1977. a sadašnji M88A2 Hercules 1997. godine.

## Karakteristike
Primarna uloga M88 je popravak ili zamjena oštećenih dijelova vojnih vozila na bojnom polju kao i odvoz istih vozila s terena te pomoć nasukanim vozilima. Glavna komponenta M88 je vitlo koje kod modela M88A2 Hercules može podići od 70 do max. 140 tona. Inženjerijsko vozilo pokreće zračno hlađeni V12 dizelski motor a kada on nije u pogonu tada se koristi električna i hidraulična snaga. M88 osim odvoza i pomoći oštećenim vozilima, može služiti i za dolijevanje goriva drugim vozilima. Primjer tome je dolijevanje gorivom Abrams tenkova putem vlastitih spremnika goriva. Jedini problem koji se kod toga javlja je mogućnost začepljenja AGT-1500 filtera za gorivo. To je zato što pumpa za gorivo crpi samo gorivo iz samog dna gorivih čelija dok se sedimenti s vremenom natalože na filteru.

## Proizvodnja
M88 je izvorno proizvodio Bowen McLaughlin York od 1961. do 1994. godine nakon čega proizvodnju preuzimaju kompanije United Defense i Anniston Army Depot. 2005. godine proizvodnju M88 je nastavila vojna industrija BAE Systems Land and Armaments. Industrija je u veljači 2008. s američkom vojskom potpisala ugovor vrijedan 185 milijuna USD za proizvodnju 90 M88A2 te dodatnik 4 M88A2 potrebnih za američki marinski korpus. Ugovor obuhvaća i originalne rezervne dijelove.

## Inačice
- M88 - pojavila se 1961.
- M88A1 - pojavila se 1977.
- M88A2 Hercules - pojavila se 1991.

Prvotni M88 i njegov nasljednik M88A1 su označeni kao srednja inženjerijska vozila dok je posljednji M88A2 Hercules teško inženjerijsko vozilo. Sve inačice su umnogome slične, jedino je M88A2 inačica sa 70 tona znatno teža od prvotnog modela s 56 tona. Također, inačice koriste različite motore. Tako prvotni model ima ugrađen Continental AVDS-1790-2DR motor snage 750 KS a M88A2 Hercules koristi Continental AVDS 1790-8CR motor snage 1.050 KS.
M88A2 je neznatno veći od svojih prethodnika (8,6 x 3,7 x 3,2 m u odnosu na 8,3 x 3,4 x 3,2 m) čime je zadržana najveća brzina (40 km/h) ali je domet vozila manji (322 km u odnosu na 450 km). Također, posljednji model u odnosu na prethodnike ima poboljšanja vezana uz upravljanje i kočenje te bolji oklop. M88 nema obranu od nuklearnog, kemijskog i biološkog napada te generator za stvaranje dimne zavjese kojima su kasniji M88A1 i M88A2 modeli opremljeni. Smanjen je i broj članova posade s 5 na 3-4 i u konačnici na 3. Vidljiva su i odstupanja u težini podignutog tereta jer su kasniji modeli mogli podići više nego prethodnici.
Sve inačice su kao primarni oblik obrane zadržale teški mitraljez M2.
Budući da je M88A1 dizajniran na konfiguraciji američkog tenka M60 Patton bila su potrebna dva takva vozila za vuču M1 Abrams tenkova zbog čega je 1991. započela proizvodnja znatno težeg i jačeg M88A2 inženjerijskog vozila.

## Problemi
Jedan od glavnih problema kod M88A2 su česti kvarovi vitla do čega dolazi kada se čelični kabel pogrešno omota oko bubnja što dovodi do oštećenja ležajeva. Također postoji zabrinutost zbog gubitka tzv. "vučne snage" kada M88A2 vuče teške M1 Abrams tenkove na mokrim i blatnjavim putevima. Zbog toga je 10. kolovoza 1998. izvršeno opsežno testiranje M88A2 u Marylandu te je ovom inženjerijskom vozilu odobrena vuča borbenih vozila od 70 tona kao što je M1 Abrams.
Tu je i problem začepljenja filtera za gorivo jer s vremenom dolazi do nakupljanja sedimenta na filteru.
U izraelskim obrambenim snagama je M88 transformiran u oklopni buldožer IDF Caterpillar D9 za izvlačenje zaglavljenih oklopnih borbenih vozila i tenkova. S vremenom je u buldožer ugrađeno poboljšano vitlo koje može podići i do 90 tona.

## Korisnici
- SAD: primarni korisnik gdje američka vojska koristi 629 a marinski korpus 69 inženjerijskih vozila.
- Australija: australska vojska.
- Austrija: austrijske oružane snage.
- Egipat: egipatska vojska koristi M88A2 koji se proizvodi na temelju ko-proizvodnog programa između Egipta i SAD-a.
- Grčka: grčka vojska.
- Izrael: izraelska vojska
- Kuvajt: kuvajtska vojska koristi 14 M88 inženjerijskih vozila.
- Libanon: libanonska vojska.
- Maroko: marokanska vojska.
- Njemačka: njemačka vojska (kao Bergepanzer 1).
- Pakistan: pakistanska vojska.
- Portugal: portugalska vojska.
- Španjolska: španjolski mornarički marinci koriste jedan M88A1.
- Tajvan: tajvanska vojska koristi samo inačice M88A1.
- Turska: turska vojska.

## Vanjske poveznice
- Podaci o M88 na web stranici proizvođača
- M88 na Global Security.org
- Inetres.com